# Calliandra squarrosa
Calliandra squarrosa är en ärtväxtart som beskrevs av George Bentham. Calliandra squarrosa ingår i släktet Calliandra och familjen ärtväxter. Inga underarter finns listade i Catalogue of Life.